# Lucky Star (singel Shinee)
„LUCKY STAR” – dziesiąty japoński singel południowokoreańskiej grupy SHINee, wydany 25 czerwca 2014 roku. Osiągnął 3 pozycję w rankingu Oricon i pozostał na liście przez 6 tygodni, sprzedał się w nakładzie 41 324 egzemplarzy.
Singel został wydany w dwóch wersjach: regularnej i limitowanej (CD+DVD). Utwór tytułowy został wykorzystany jako piosenka przewodnia programu Music Dragon (jap. ミュージックドラゴン).

## Lista utworów
| CD  |                                                     |                                                     |                                                     |      |
| Nr  | Tytuł                                               | Słowa                                               | Muzyka                                              | Czas |
| 1.  | "LUCKY STAR"                                        | Sara Sakurai                                        | Albi Albertsson, Stephan Elfgren, Steven Lee        | 3:23 |
| 2.  | "Bounce"                                            | Amon Hayashi for Digz, Inc Grup                     | Erik Lidbom                                         | 3:25 |
| 3.  | "LUCKY STAR" (Instrumental)                         |                                                     | Albi Albertsson, Stephan Elfgren, Steven Lee        | 3:23 |
| 4.  | "Bounce" (Instrumental)                             | Amon Hayashi for Digz, Inc Grup                     | Erik Lidbom                                         | 3:25 |
| DVD |                                                     |                                                     |                                                     |      |
| Nr  | Tytuł                                               | Tytuł                                               | Tytuł                                               | Czas |
| 1.  | "LUCKY STAR" (Music Video)                          | "LUCKY STAR" (Music Video)                          | "LUCKY STAR" (Music Video)                          |      |
| 2.  | "LUCKY STAR" (Jacket & Music Video Shooting Sketch) | "LUCKY STAR" (Jacket & Music Video Shooting Sketch) | "LUCKY STAR" (Jacket & Music Video Shooting Sketch) |      |

## Notowania
| Lista                             | Pozycja |
| --------------------------------- | ------- |
| Oricon Daily Chart                | 3       |
| Oricon Weekly Chart               | 3       |
| Oricon Monthly Chart              | 18      |
| Billboard Japan Top Singles Sales | 2       |
| Billboard Japan Hot 100           | 2       |